# سمی (ترانه)
«سمی» (به انگلیسی: Toxic) آهنگی از خواننده و آهنگ‌ساز پاپ آمریکایی، بریتنی اسپیرز است که به عنوان دومین تک‌آهنگ از چهارمین آلبوم استودیویی‌اش به نام داخل محدوده (۲۰۰۳) ضبط شده‌است. این ترانه توسط کریستین کارلسون و پنتوس وینبرگ (که به‌صورت جمعی با نام‌های بلادشای و اونت شناخته می‌شود) نوشته و تولید شده‌است. این ترانه در تاریخ ۱۳ ژانویه ۲۰۰۴ توسط جایو رکوردز به عنوان دومین ترانه از داخل‌محدوده منتشر شد. این آهنگ در ابتدا برای نهمین آلبوم استودیویی کایلی مینوگ پیشنهاد شد، اما او آن را رد کرد. پس از تلاش برای انتخاب بین «بدستش آوردم (بوم بوم)» و «تکان‌دهنده» برای دومین تک‌آهنگ از داخل محدوده، اسپیرز در عوض «سمی» را انتخاب کرد. سمی یک ترانه دنس‌پاپ و سینث‌پاپ با عناصر موسیقی بانقرا است. این ترانه از سازهای متنوعی مانند طبل، سینث‌سایزر و سارف موزیک بهره می‌برد. اشعار این ترانه عشق را به عنوان یک داروی خطرناک و در عین حال اعتیاد آور ترسیم می‌کند.
این ترانه مورد تحسین منتقدین موسیقی قرار گرفته و آن را قویترین تک‌آهنگ داخل محدوده می‌دانند و قلاب و کر را ستوده‌اند. «سمی» در مراسم جایزه گرمی ۲۰۰۵ در گروه بهترین ضبط رقص، توانست اولین و تنها گرمی را برای اسپیرز بدست آورد. «سمی» موفقیت در سطح جهانی را به همراه داشت و در بین ۱۵ کشور به صدر جدول فروش رسید و در ایالات متحده، به شماره ۹ ۱۰۰ آهنگ داغ بیلبورد رسید. نماهنگ این ترانه توسط جوزف کان کارگردانی شده و اشاراتی به فیلم‌های بلید رانر و خارش هفت‌ساله از جان وو دارد. در این نماهنگ اسپیرز را به جستجوی مایع سبز به تصویر می‌کشد و پس از سرقت آن، وارد آپارتمانی می‌شود و دوست پسر خود را مسموم می‌کند. این فیلم همچنین شامل صحنه‌های درهم پیچیده اسپیرز برهنه با الماس روی بدن او است. بعد از حادثه سوپر بول جنت جکسون، ام‌تی‌وی این نماهنگ را خیلی تند و زننده توصیف کرد.
این ترانه در لیست‌های پیچفورک مدیا، ان‌ام‌ئی و رولینگ استون به عنوان یکی از بهترین آهنگ‌های دهه گنجانده شده‌است.